# 미생물 (드라마)
《미생물》은 2015년 1월 2일부터 2015년 1월 9일까지 tvN에서 방영된 텔레비전 드라마이다. tvN에서 방영된 텔레비전 드라마 《미생》을 패러디했다.

## 등장 인물

### 주요 인물
- 장수원 : 장그래 역
- 장도연 : 안영이 역
- 황제성 : 장백기 역
- 이용진 : 한석율 역
- 황현희 : 오상식 역
- 이진호 : 김동식 역

### 그 외 인물
- 이세영 : 선지영 차장 역
- 정성호 : 최영후 전무 역
- 유상무 : 박종식 과장 역
- 박나래 : 신다은 역
- 문세윤 : 마복렬 부장 역

### 특별 출연
- 정이랑 : 장그래의 모 역
- 박준형 : 장그래의 스승 역
- 윤종훈 : 이상현 역
- 오민석 : 강해준 대리 역
- 전석호 : 하성준 대리 역
- 최귀화 : 박용구 대리 역
- 곽한구 : 중고차 딜러 역
- 유세윤 : 오구탁 역
- 정주리 : 김선주 재무부장 역
- 박광수
- 안상태 : 변형철 부장 역
- 양세찬
- 문규박
- 이상준
- 이선규
- 퍼펄즈

## 같이 보기
- 미생